# Stefano Gallina
Stefano Gallina (Torino, 19 settembre 1802 – Torino, 1º aprile 1867) è stato un magistrato e politico italiano.
Laureato in Giurisprudenza, divenne sostituto procuratore generale della Regia Camera dei conti del Piemonte nel 1825. Consigliere comunale di Torino, gli venne concesso il titolo di conte il 27 giugno 1834. Nel 1841 cofondò la Società del Whist, il prestigioso club ideato da Cavour. Nominato senatore del Regno di Sardegna il 14 ottobre 1848, fu soprintendente e presidente capo degli archivi di corte, commissario straordinario per prendere possesso del ducato di Modena e ministro di Stato nel 1849. 

## Incarichi di Governo
Regno di Sardegna ante 4 marzo 1848:
- Primo ufficiale della Segreteria di Stato per le finanze (30 ottobre 1832)
- Reggente provvisionale della Segreteria di Stato per le finanze (9 maggio 1835)
- Primo segretario di Stato per le finanze (16 maggio 1837)
- Reggente provvisionale la Segreteria di Stato per gli interni (7 luglio 1841)
- Primo segretario di Stato per gli affari dell'interno e delle finanze (1º settembre 1841-29 agosto 1844)